# Miloslav Kukla
Miloslav Kukla (* 29. listopadu 1946) je bývalý československý fotbalový útočník.

## Fotbalová kariéra
Čtrnácti vstřelenými brankami přispěl k postupu (1970/71) Zbrojovky do nejvyšší soutěže. Přitom dva roky předtím z něj chtěl trenér Reimann udělat pravého beka. V nejvyšší soutěži toho však ve zbrojováckém dresu mnoho neodehrál. Na konci postupové sezony se hrálo přátelské utkání na škvárovém hřišti Moravské Slavie, kde si poranil vazy a do své vrcholné formy se již nedostal. Ligu si však zahrál ještě v Jablonci, kam přestoupil v lednu 1973. V nejvyšší soutěži vstřelil 6 branek. Po ukončení hráčské kariéry působil jako trenér v nižších soutěžích, vedl muže Tuřan a Modřic, kde také bydlí. Od 18. února 2002 do roku 2006 byl předsedou oddílu TJ Sokol Modřice (později MFK Modřice). Jeho synovcem je bývalý vyhlášený útočník Marcel Cupák.

## Ligová bilance
| Ročník                                   | Zápasy | Góly | Klub                |
| ---------------------------------------- | ------ | ---- | ------------------- |
| 2. československá fotbalová liga 1967/68 | -      | 1    | TJ Spartak ZJŠ Brno |
| 2. československá fotbalová liga 1968/69 | -      | 0    | TJ Zbrojovka Brno   |
| 2. československá fotbalová liga 1969/70 | -      | 3    | TJ Zbrojovka Brno   |
| 2. československá fotbalová liga 1970/71 | 28     | 14   | TJ Zbrojovka Brno   |
| 1. československá fotbalová liga 1971/72 | 17     | 1    | TJ Zbrojovka Brno   |
| 1. československá fotbalová liga 1972/73 | 1      | 0    | TJ Zbrojovka Brno   |
| 2. československá fotbalová liga 1972/73 | -      | -    | TJ LIAZ Jablonec    |
| 2. československá fotbalová liga 1973/74 | -      | -    | TJ LIAZ Jablonec    |
| 1. československá fotbalová liga 1974/75 | 10     | 3    | TJ LIAZ Jablonec    |
| 1. československá fotbalová liga 1975/76 | 14     | 2    | TJ LIAZ Jablonec    |
| CELKEM 1. LIGA                           | 42     | 6    |                     |